# Zdravko Zemunović
Zdravko Zemunović (nacido el 26 de marzo de 1954) es un exfutbolista serbio que se desempeñaba como guardameta y entrenador.

## Clubes

### Como futbolista
| Club                  | País       | Año         |
| --------------------- | ---------- | ----------- |
| FK Teleoptik          | Yugoslavia | 1969 - 1976 |
| FK Čukarički Belgrado | Yugoslavia | 1977 - 1979 |
| FK BSK Batajnica      | Yugoslavia | 1980 - 1986 |

### Como entrenador
| Club                 | País       | Año         |
| -------------------- | ---------- | ----------- |
| FK BSK Batajnica     | Yugoslavia | 1988 - 1990 |
| FK Teleoptik         | Yugoslavia | 1990 - 1992 |
| FK Voždovac Belgrado | Serbia     | 1992 - 1994 |
| Shimizu S-Pulse      | Japón      | 2000 - 2002 |
| FK Rad Belgrado      | Serbia     | 2003 - 2004 |
| Vonds Ichihara       | Japón      | 2016 -      |